# بيوت من ثلج (مسلسل)
بيوت من ثلج هو مسلسل كوميدي كويتي من إنتاج سنة 2001، تم عرضه لأول مرة في 19 ديسمبر 2001، من تأليف حمد بدر ومن إخراج غافل فاضل. يحكى المسلسل من عائلتين من بطولة محمد جابر وطارق العلي.

## تمثيل
| الممثل              | الشخصية |
| ------------------- | ------- |
| غانم الصالح         | بوفياض  |
| محمد جابر           | بوسعود  |
| طارق العلي          | فياض    |
| محمد الرشيد         | أحمد    |
| محمد العيسى         | عيسى    |
| إبراهيم القطان      | سعود    |
| سماح                | إيمان   |
| أحمد إيراج          | فوزي    |
| جمال الردهان        | فايز    |
| هاني مطر            | فواز    |
| عبد الإمام عبد الله | بومشاري |
| سمية الخنة          | إقبال   |
| هيا الشعيبي         | صفاء    |
| ليلى السلمان        | عايشة   |